# Théodore Muret
Théodore César Muret (Rouen, 24 gennaio 1808 – Soisy-sous-Montmorency, 23 luglio 1866) è stato un drammaturgo, storico e saggista francese.

## Biografia
Nasce in una famiglia protestante, espulso dalla Francia dopo la revoca dell'Editto di Nantes, ha iniziato a studiare legge a Rouen, che ha finito a Ginevra. Un avvocato poi un giornalista politico con: La Mode (1831-1834), La Quotidienne, L'Opinion publique (1848-1849) e L'Union, le sue commedie sono state date ai più importanti teatri parigini del XIX secolo, tra cui Théâtre du Palais-Royal, il Théâtre des Folies-Dramatiques, il Théâtre des Variétés, e il Théâtre de l'Odéon.
È stato due volte imprigionato per le sue opinioni, nel 1842 e il 1845.

## Opere

### Teatro
- 1829: Corneille à Rouen, commedia in 2 atti;
- 1831: Le docteur de Saint Brice, dramma in 2 atti, con i fratelli Cogniard
- 1831: Paul Ier, dramma storico in 3 atti e in prosa, con i fratelli Cogniard
- 1835: Le Tasse à l'Hôpital Sainte-Anne, en scène historique (1580)
- 1837:  Les droits de la femme, commedia in 1 atto;
- 1837:  Pour ma mère!, Dramma-vaudeville in 1 atto, con i fratelli Cogniard
- 1837:  Pretty, ou Seule au monde!', Commedia in 1 atto, con Frédéric de Courcy;
- 1837:  Le cousin du Pérou, comédie-vaudeville in 2 atti, con Michel Delaporte e Lubize
- 1838: Les coulisses, tableau-vaudeville in 2 atti
- 1838: Juana ou Deux dévouements, dramma in 1 atto
- 1838: Le Médecin de campagne, comédie-vaudeville in 2 atti, con de Courcy e Emmanuel Théaulon;[3]
- 1839: Les bamboches de l'année, Revue mescolato con  distici
- 1840: L'Elève de Presbourg, lirica in 1 atto
- 1840: Une journée chez Mazarin, commedia in 1 atto, con Fulgence de Bury e Alexis Decomberousse
- 1841: 1841 et 1941, ou Aujourd'hui et dans cent ans, rivista Fantastique in 2 atti, con i fratelli Cogniard
- 1841: Une vocation, commedia in 2 atti, con de Courcy
- 1842: Mil huit cent quarante et un et mil neuf cent quarante et un ..., rivista fantastique, con i fratelli Cogniard;
- 1842: Les Philanthropes, commedia in 3 atti, in versi, con de Courcy;
- 1844: Les Iles Marquises, rivista dell'anno 1843, in 2 atti, con i fratelli Cogniard
- 1846:  Si j'étais homme ou les Canotiers de Paris, comédie vaudeville in 2 atti, con Laurencin
- 1848: Les Marrons d'Inde, ou les Grottesche de l'année, rivista Fantastique in 3 atti e 8 tableaux, con i fratelli Cogniard
- 1851: La Course au plaisir, rivista del 1851, in 2 atti e 3 quadri, con Michel Delaporte e Gaston de Montheau
- 1856: Michel Cervantès, dramma in 5 atti, in versi
- 1859: Les Dettes, commedia in 3 atti, in versi

### Storia
- 1833: Jacques le Chouan : Madame en Vendée
- 1834: Le Chevalier de Saint-Pont (histoire de 1784)
- 1836: Gresset (Jean-Baptiste-Louis)
- 1836: Mademoiselle de Montpensier, histoire du temps de la Fronde (1652)
- 1837: Histoire de Paris depuis son origine jusqu'à nos jours
- 1837–1838: Les Grands hommes de la France, 2 vol.
- 1839: Souvenirs de l'Ouest
- 1840: Vie populaire de Henri de France
- 1842: La Vie et la mort du duc d'Orléans, prince royal
- 1843: Le Grand convoi de la ville de Rouen
- 1844: Voyage et séjour de Henri de France dans la Grande-Bretagne, octobre 1843-janvier 1844
- 1844: Histoire de l'armée de Condé, 2 vol.
- 1845: Vie populaire de Bonchamps
- 1845: Vie populaire de Cathelineau
- 1845: Vie populaire de Charette
- 1845: Vie populaire de Georges Cadoudal
- 1845: Vie populaire de Henri de La Rochejaquelein
- 1846: Mariage de Henri de France, relation populaire
- 1848: Histoire des guerres de l'Ouest : Vendée, chouannerie (1792-1815)
- 1849: Vie de Henri de France, abrégé
- 1850: Les Ravageurs
- 1850: Album de l'exil
- 1853: Histoire de Henri Arnaud, pasteur et chef militaire des Vaudois du Piémont, résumé de l'histoire vaudoise
- 1854: Les Galériens protestants
- 1860: Italie. Au roi Victor-Emmanuel, au comte de Cavour, au général Garibaldi
- 1861: Histoire de Jeanne d'Albret, reine de Navarre, preceded by a Étude sur Marguerite de Valois, sa mère
- 1865: L'Histoire par le théâtre, 1789-1851, 3 vol.

### Saggi
- 1835: Georges, ou Un entre mille
- 1842: Simples questions d'un ignorant au sujet des chemins de fer en général, et du chemin de fer de Paris à Rouen et au Havre en particulier
- 1843: Le Drapeau anglais
- 1849: La Vérité aux ouvriers, aux paysans, aux soldats, simples paroles
- 1849: Casse-cou ! socialisme, impérialisme, orléanisme
- 1850: Démocratie blanche
- 1851: Le Bon messager, almanach pour l'an de grâce 1842
- 1855: Paroles d'un protestant
- 1858: A travers champs, souvenirs et propos divers
- 1861: Le Théâtre-français de la rue de Richelieu, histoire théâtrale

### Poesie
- undated: A propos d'un chien
- undated: Le nez rouge
- 1847: Comment on dégénère
- 1852: Paris à Dieppe, speech in verse

### Racconti
- 1845: Une histoire de voleur